# Borboropactus gialong
Espèce
Borboropactus gialong est une espèce d'araignées aranéomorphes de la famille des Thomisidae.

## Distribution
Cette espèce est endémique de la province de Lâm Đồng au Viêt Nam,. Elle se rencontre vers la cascade de Datanla.

## Description
La femelle holotype mesure 5,2 mm.

## Systématique et taxinomie
Cette espèce a été décrite par Benjamin en 2024.

## Étymologie
Cette espèce est nommée en l'honneur de Gia Long.

## Publication originale
- Benjamin, 2024 : « A review of some crab spider species of the genus Borboropactus Simon, 1884 (Araneae: Thomisidae) with descriptions of two new species. » Revue Suisse de Zoologie, vol. 131, no 2, p. 267-277.